# Гинтовт, Александр Людвигович
Александр Людвигович Гинтовт (1811—1860) — генерал-майор, начальник штаба отдельного Сибирского корпуса,

## Биография
Александр Гинтовт родился в 1811 году; потомок древнего литовского рода Гинтовтов-Дзевалтовских, сын генерал-майора Людвига Ивановича Гинтовта, принимавшего участие в походе Суворова в Италию и отличившегося в Отечественной войне. 
Получил образование в гимназии князя Безбородко, который окончил в 1830 году действительным студентом. Отец его, бывший тогда временным комендантом в Севастополе, желал, чтобы сын поступил на гражданскую службу — в канцелярию Новороссийского генерал-губернатора графа M. С. Воронцова. Гинтовт не смел противоречить, хотя не имел ни малейшего расположения к подобной службе; поэтому он под разными предлогами старался отсрочить свою поездку в Одессу, так что явился туда на третий день после отъезда графа Воронцова за границу.
По предложению командира 3-го пехотного корпуса генерал-лейтенанта Красовского, Гинтовт поступил на военную службу и 17 ноября 1830 г. был зачислен рядовым (31 декабря того же года произведён в юнкеры) в 17-й егерский полк, с которым принял участие в усмирении польского восстания. За отличие при блокаде крепости Замосць произведён в прапорщики (1 сентября 1831 г.) и вскоре в чине подпоручика (с 20 марта 1833 г). переведён в Брянский егерский полк (16 апреля 1833 г.), в состав которого вступил 17-й егерский полк. Здесь он исправлял должность полкового адъютанта и казначея. 8 июля 1835 г. назначен исполняющим дела дивизионного гевальдигера, а 25 января 1836 года адъютантом к начальнику 9-й пехотной дивизии генерал-лейтенанту Тимофееву.
С тех пор до 1850 года Гинтовт безотлучно находился при генерале Тимофееве, бывшем затем с 1839 г. командиром 1-го пехотного корпуса, а с 1842 г. — 6-го корпуса, в качестве сначала его адъютанта, а потом с 7 марта 1848 г. дежурного штаб-офицера. За это время он получил чины поручика (6 сентября 1836 г.), штабс-капитана (15 марта 1840 г.), капитана (11 августа 1842 г.), майора (9 декабря 1843 г.), подполковника (28 октября 1847 г.) и полковника (10 апреля 1849 г.), числясь с 8 ноября 1839 г. в Софийском морском (впоследствии преобразованном в пехотный) полку, а с 9 декабря 1849 г. по армии.
В 1850 году на место умершего генерала Тимофеева командиром 6-го корпуса назначен генерал от инфантерии Чеодаев, и Гинтовт оставался и при нём в прежней должности. В 1854 г. генерал Чеодаев назначен начальником всех пехотных резервных и запасных войск армии. Он оставил Гинтовта при себе офицером по особым поручениям (с 12 октября 1854 г.), возложив на него письменную часть своего штаба, так что в отсутствие начальника штаба Гинтовт исправлял его должность.
В сентябре 1856 года генерал Чеодаев по расстроенному здоровью был уволен от должности, а Гинтовт 25 декабря того же года произведён в генерал-майоры и назначен начальником штаба отдельного Сибирского корпуса в Тобольске. Скончался Гинтовт после тяжкой болезни (тифозная горячка) 24 ноября (6 декабря) 1860 года.
Гинтовт был кавалером орденов Св. Анны 2-й степени (1848, императорская корона к сему ордену пожалована в 1851 г.), Св. Владимира 4-й степени (1853) и 3-й степени (1855) и Св. Станислава 1-й степени (1859). Напечатал статьи: «Юбилей 50-летней службы генерала от инфантерии Чеодаева» («Ведомости Московской городской полиции». — 1850. — № 273) и «Некролог В. И. Тимофеева 1-го» («Москвитянин». — 1850. — Ч. II, № 8).

## Источник
- Александрович Е. К. Гинтовт, Александр Людвигович // Русский биографический словарь : в 25 томах. — СПб.—М., 1896—1918.